# Bandiera della Martinica
La bandiera della Martinica, il territorio d'oltremare francese situato nei Caraibi, è stata adottata il 2 febbraio 2023. Pur mantenendo come vessillo ufficiale nazionale il tricolore francese, il consiglio locale (Collectivité territoriale de Martinique) ha adottato la bandiera affinché venga usata negli eventi internazionali per rappresentare le squadre sportive, le associazioni culturali e altre organizzazioni martinicane.

Il tricolore francese, altro vessillo ufficiale del Paese

## La bandiera tradizionale
La bandiera tradizionale della Martinica fu disegnata il 4 agosto 1766 e il suo utilizzo cessò nel 1790, all'inizio della Rivoluzione francese. Quasi duecento anni dopo tale vessillo è tornato a sventolare sull'isola ma soltanto per un uso non ufficiale.

La bandiera tradizionale

La bandiera martinicana tradizionale, conosciuta anche come "bandiera dei serpenti" (drapeau aux serpents), deriva dall'antica insegna usata dalla marina mercantile francese durante il XVIII secolo fino all'adozione del tricolore. Si tratta di un drappo di colore blu con una croce bianca che si estende fino ai bordi della bandiera, formando così quattro rettangoli blu identici nelle dimensioni, ciascuno dei quali contenente la rappresentazione di un serpente bianco che ricorda vagamente una L invertita (meglio distinguibile nella versione usata durante il XVIII secolo). Questa L vuole ricordare l'isola di Saint Lucia di cui Martinica era una dipendenza, prima che Saint Lucia divenisse una colonia del Regno Unito.
La bandiera dei serpenti è oggetto di controversie a causa del suo storico utilizzo nelle navi negriere francesi. Il deputato Jean-Philippe Nilor ha richiesto la sua rimozione dall'uso pubblico, giungendo persino a paragonarla al simbolo nazista della svastica associato all'Olocausto. Nell'ottobre 2018, su ordine del Presidente Emmanuel Macron, la Gendarmeria Nazionale ha cessato di utilizzare l'emblema.
Prima del XXI secolo, la bandiera dei serpenti era scarsamente utilizzata in Martinica. Era principalmente impiegata erroneamente come insegna di cortesia da parte degli appassionati di vela ed era raramente disponibile per l'acquisto sul suolo locale.
I serpenti rappresentano il Bothrops lanceolatus, specie molto diffusa nell'isola.

## La nuova bandiera

### Bandiera del 2016
Il 1 agosto 2016 è stata indetta una competizione di design per il logo della collettività, aperta a tutte le persone che vivono in Martinica. Tra 647 proposte ammissibili, è stato selezionato il design di Stévy Desbonnes, un giovane artista grafico di 22 anni. Il logo rappresenta un colibrì le cui ali formano una mappa stilizzata della Martinica. Il colore ocra rappresenta il suolo locale, mentre il blu simboleggia l'oceano.

Alla fine del 2016, è stata creata la bandiera del governo locale, composta dal nuovo logo su uno sfondo bianco.

Bandiera istituzionale della collettività territoriale in uso dal 2016

### Bandiera del 2019[2]

Bandiera della Martinica usata nelle manifestazioni sportive, associazioni culturali e altre organizzazioni di Martinica dal 2019 al 2021.

Verso la fine del 2018, la collettività territoriale della Martinica ha lanciato un concorso per adottare una bandiera e un inno ufficiali allo scopo di «rappresentare la Martinica nell'ambito di manifestazioni sportive e/o culturali internazionali». La bandiera scelta, denominata Ipséité, è stata creata e proposta dal martiniquais Johnny Vigné mentre l'inno, dal titolo Lorizon, è stato composto da Rosetta Varasse. Entrambi sono stati scelti tra i finalisti dal presidente del consiglio esecutivo della Martinica, Alfred Marie-Jeanne, e sono stati presentati ufficialmente il 10 maggio 2019.
La bandiera raffigura al centro un Lobatus gigas, più comunemente noto come Lambi: si tratta di una conchiglia tipica delle Antille, il cui guscio è usato come strumento musicale. A circondare tale simbolo vi sono 34 stelle amerindie che simboleggiano i 34 comuni della Martinica e, nello sfondo, otto segmenti che evocano otto diverse lingue usate in seguito alla colonizzazione europea dell'isola: francese, creolo, inglese, spagnolo, portoghese, italiano, cinese e arabo.
Il blu si riferisce all'oceano Atlantico e al mar dei Caraibi mentre il verde richiama le ripide colline e la natura dell'isola.
Tale bandiera, tuttavia, è stata contestata in particolar modo dai sostenitori della bandiera Rouge-vert-noir.
In seguito a una sentenza del 15 novembre 2021, il tribunale amministrativo ha annullato la decisione del presidente del consiglio esecutivo della Martinica; la scelta dei due elementi, infatti, era stata effettuata senza alcuna delibera da parte dell'assemblea della Martinica, l'organo a cui spettava tale competenza.

### Bandiera del 2023
Dopo una consultazione popolare organizzata dalla Collectivité territoriale de Martinique (CTM) viene scelta, all'inizio di gennaio 2023, una nuova bandiera ufficiale per eventi sportivi e culturali: è una bandiera rosso-verde-nera, la Rouge-vert-noir, con una disposizione simile alla bandiera ceca. Il disegno di Anaïs Delwaulle con la silhouette di un colibrì è stata inizialmente data come vincitrice della consultazione, salvo poi essere ritirata.